# Micropyrum
Micropyrum es un género de plantas herbáceas perteneciente a la familia de las poáceas. Es originario de Europa central y del Mediterráneo.

## Descripción
Son plantas anuales. Hojas con márgenes libres; lígula membranosa, truncada, lacerada o denticulada; limbo al principio plano, después convoluto y filiforme. Inflorescencia en racimo espiciforme dístico, generalmente simple. Espiguillas comprimidas lateralmente, cortamente pedunculadas, con 4-16 flores hermafroditas; raquilla glabra o escábrida, desarticulándose en la madurez. Glumas 2, más corta que las flores, desiguales, generalmente agudas, más o menos coriáceas; la inferior con (1-) 3 nervios; la superior con 3-5 nervios. Lema con 5 nervios poco marcados, mútica o aristada, más o menos coriácea. Pálea membranosa, con 2 quillas escábridas. Androceo con 3 estambres. Ovario glabro. Cariopsis elipsoidea, glabra.

## Taxonomía
El género fue descrito por (Gaudin) Link y publicado en Linnaea 17(4) 397. 1844.
Citología
El número de cromosomas es de: x = 7. 2n = 14. 2 ploidias.

## Especies
- Micropyrum albaredae
- Micropyrum mamoraeum
- Micropyrum patens
- Micropyrum tuberculosum[4][5]